# Ecaterina Cernat
Ecaterina Cernat (7 gennaio 2001) è una mezzofondista moldava.

## Palmarès
| Anno | Manifestazione               | Sede                | Evento         | Risultato | Prestazione | Note                          |
| ---- | ---------------------------- | ------------------- | -------------- | --------- | ----------- | ----------------------------- |
| 2024 | Europei di cross             | Adalia              | Individuale    | 76ª       | 29'46"      |                               |
| 2025 | Europei su strada            | Bruxelles e Lovanio | Mezza maratona | 34ª       | 1h19'09"    | Miglior prestazione personale |
| 2025 | Giochi mondiali universitari | Reno-Ruhr           | Mezza maratona | 16ª       | 1h17'21"    | Miglior prestazione personale |

## Campionati nazionali
2019
- Argento ai campionati moldavi, 1500 m piani - 4'50"27

2020
- Oro ai campionati moldavi, 3000 m piani - 10'37"32
- Oro ai campionati moldavi, 1500 m piani - 4'44"93
- Oro ai campionati moldavi indoor, 3000 m piani - 10'47"36
- Argento ai campionati moldavi indoor, 1500 m piani - 4'51"91

2021
- Oro ai campionati moldavi, 3000 m piani - 10'28"50
- Oro ai campionati moldavi indoor, 3000 m piani - 10'24"33
- Argento ai campionati moldavi indoor, 1500 m piani - 4'49"76
- Oro ai campionati moldavi di corsa campestre - 24'09"

2022
- Oro ai campionati moldavi, 3000 m piani - 10'40"23
- Oro ai campionati moldavi, 1500 m piani - 4'49"52
- Oro ai campionati moldavi indoor, 3000 m piani - 10'54"40
- Oro ai campionati moldavi indoor, 1500 m piani - 4'55"04

2023
- Argento ai campionati moldavi, 3000 m piani - 10'50"96
- Argento ai campionati moldavi indoor, 3000 m piani - 10'32"13
- Argento ai campionati moldavi indoor, 1500 m piani - 4'43"21
- Oro ai campionati moldavi di 10 km su strada - 36'40"

2024
- Oro ai campionati moldavi, 5000 m piani - 18'12"00
- Argento ai campionati moldavi indoor, 3000 m piani - 10'16"51

2025
- Oro ai campionati moldavi, 5000 m piani - 18'04"25
- Argento ai campionati moldavi indoor, 3000 m piani - 10'25"88

## Altre competizioni internazionali
2019
- 6ª nella Third League degli Europei a squadre ( Skopje), 1500 m piani - 5'03"29
- 7ª nella Third League degli Europei a squadre ( Skopje), 800 m piani - 2'23"49

2020
- 6ª ai Campionati balcanici ( Cluj-Napoca), 3000 m piani - 10'26"45
- 4ª ai Campionati balcanici under-20 ( Istanbul), 5000 m piani - 18'10"81

2021
- 4ª ai Campionati balcanici ( Smederevo), 3000 m piani - 10'45"36

2025
- Bronzo nella Seconda divisione degli Europei a squadre ( Maribor), 5000 m piani - 17'42"85